# Zechmolrat
De zechmolrat (Fukomys zechi)  is een zoogdier uit de familie van de molratten (Bathyergidae). De wetenschappelijke naam van de soort werd voor het eerst geldig gepubliceerd door Paul Matschie in 1900.

## Voorkomen
De soort komt voor in Ghana en Togo.